# La Traite des Blanches (film, 1910)
Pour les articles homonymes, voir La Traite des Blanches.
Pour plus de détails, voir Fiche technique et Distribution.
La Traite des Blanches  (Den hvide slavehandel) est un film danois muet réalisé par August Blom, réalisé en 1910. 

## Synopsis
L'intrigue suit de près la version parue dans Fotorama au printemps de la même année, 1910 : Anna, une jeune Danoise, lit dans le journal une annonce qui propose un emploi intéressant en Angleterre. Elle part donc pour Londres, laissant seul son ami Georg, bien triste de son départ. Dès la traversée en bateau, des trafiquants d'esclaves blanches jettent les yeux sur elle. Arrivés sur le sol britannique, ces hommes l’accueillent, mais à peine est-elle tombée dans leurs filets qu’elle est kidnappée et enfermée dans un bordel. Avec l'aide d'une femme de ménage qui y travaille et voit avec un malaise grandissant ce que font ces bandits, elle arrive à faire parvenir à son père une lettre. Il se rend immédiatement à la police de son pays, mais celle-ci se déclare incompétente dans une affaire qui se passe à l'étranger.
C'est alors que Georg intervient ; il veut absolument sauver son amie. Il se rend à son tour à Londres et y demande de l'aide à un détective. Pendant la traversée, il a reconnu sur le navire un homme qu'il pense avoir déjà vu quand Anna avait embarqué et il commence rapidement à reconstituer l’histoire. Le détective et Georg le suivent secrètement et il les conduit jusqu’au bordel. Ils réussissent tous deux à prendre contact avec Anna. En se servant d’un drap elle s'enfuit par la fenêtre de la pièce où on la retenait prisonnière, mais par la suite, elle est à nouveau capturée par les trafiquants de chair humaine. Le détective prévient la police qui arrive et fouille le bordel, malheureusement aucune trace d'Anna. Mais c’est alors que les forces de l’ordre reçoivent une information décisive de la femme de ménage : Anna est retenue prisonnière sur un bateau ! On l’y retrouve, on la a libère et elle rentre dans son pays avec Georg.

## Fiche technique
- Titre : Den hvide slavehandel

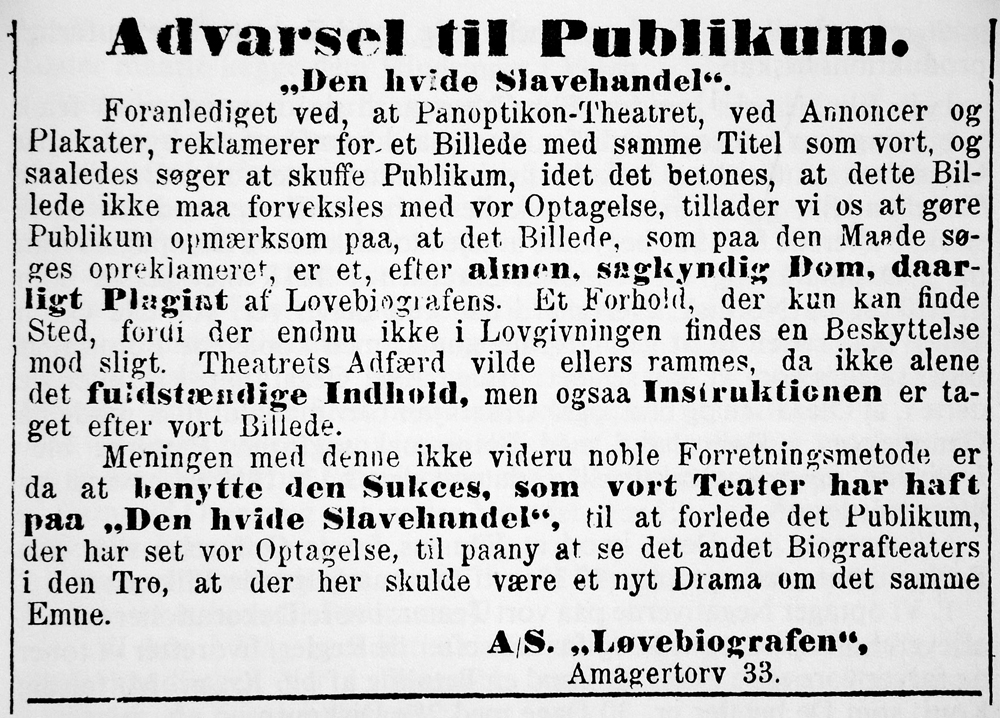
Annonce du film dans un journal de 1910.

- Titre français : La Traite des Blanches[1]
- Titre international : The White Slave Trade
- Réalisation : August Blom
- Directeur de la photographie : Axel Graatkjær
- Pays d'origine :  Danemark
- Sociétés de production : Nordisk Film
- Longueur : 155 mètres, 45 minutes
- Format : Noir et blanc - 1,33:1 - Muet
- Date de sortie :
  -  Danemark : 2 août 1910

## Distribution
- Ellen Diedrich
- Lauritz Olsen
- Victor Fabian
- Einar Zangenberg
- Svend Bille
- Ella la Cour
- Doris Langkilde
- Otto Lagoni
- Julie Henriksen
- Rigmor Jerichau
- Aage Lorentzen